# Савелівка (Чортківський район)

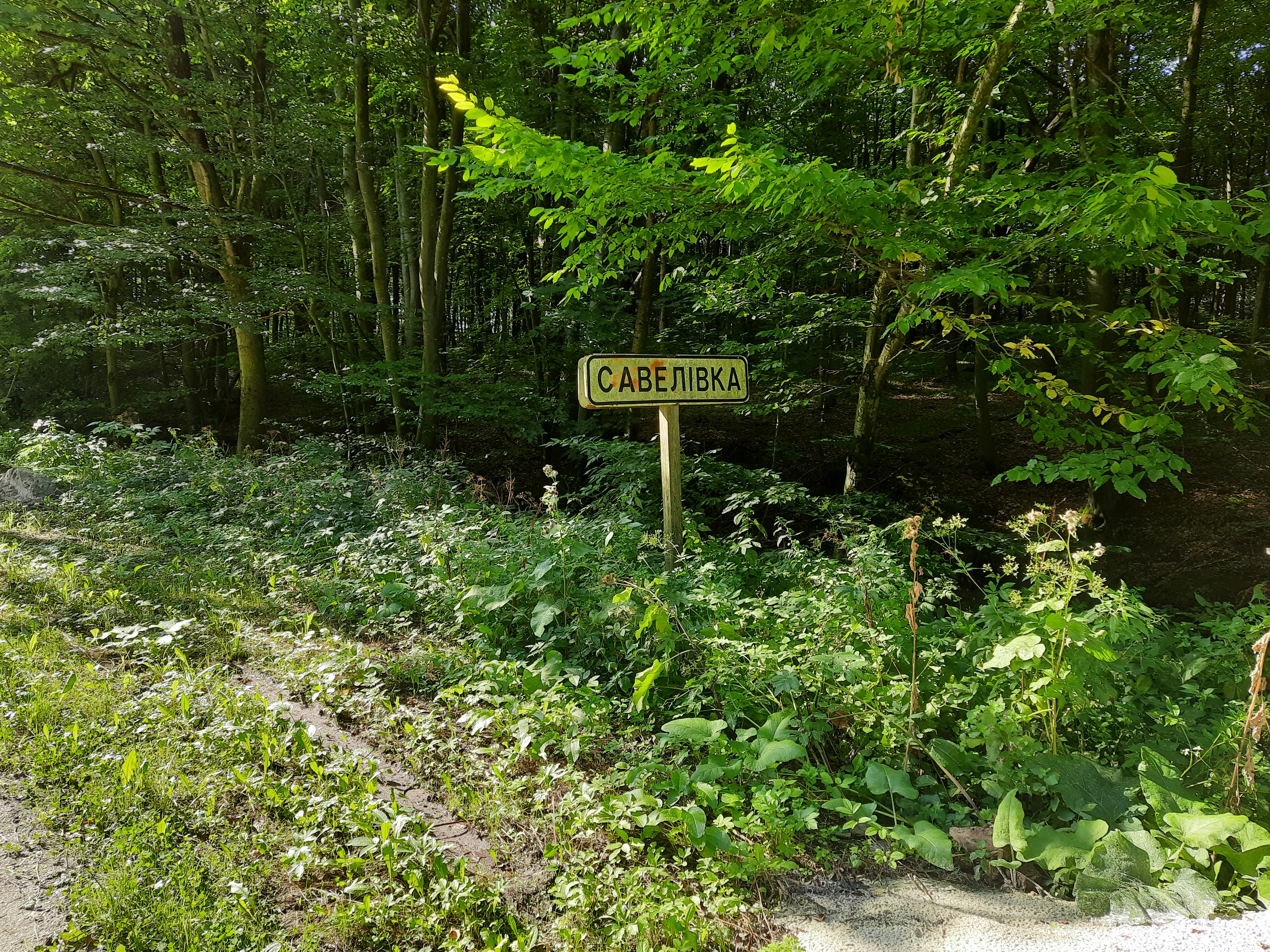
Дорожній знак при в'їзді в село

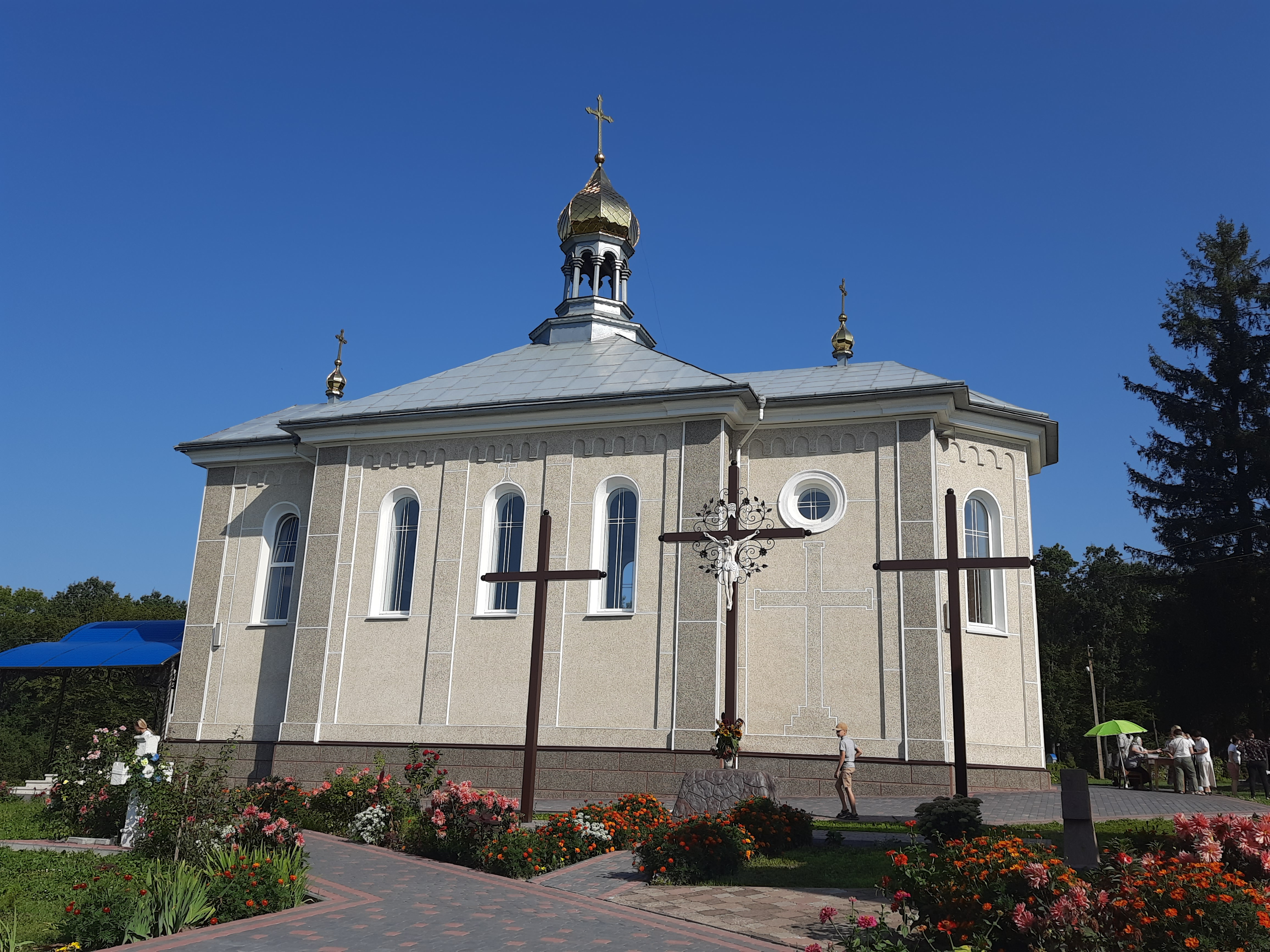
Церква Собору Святого Івана Хрестителя (1878)

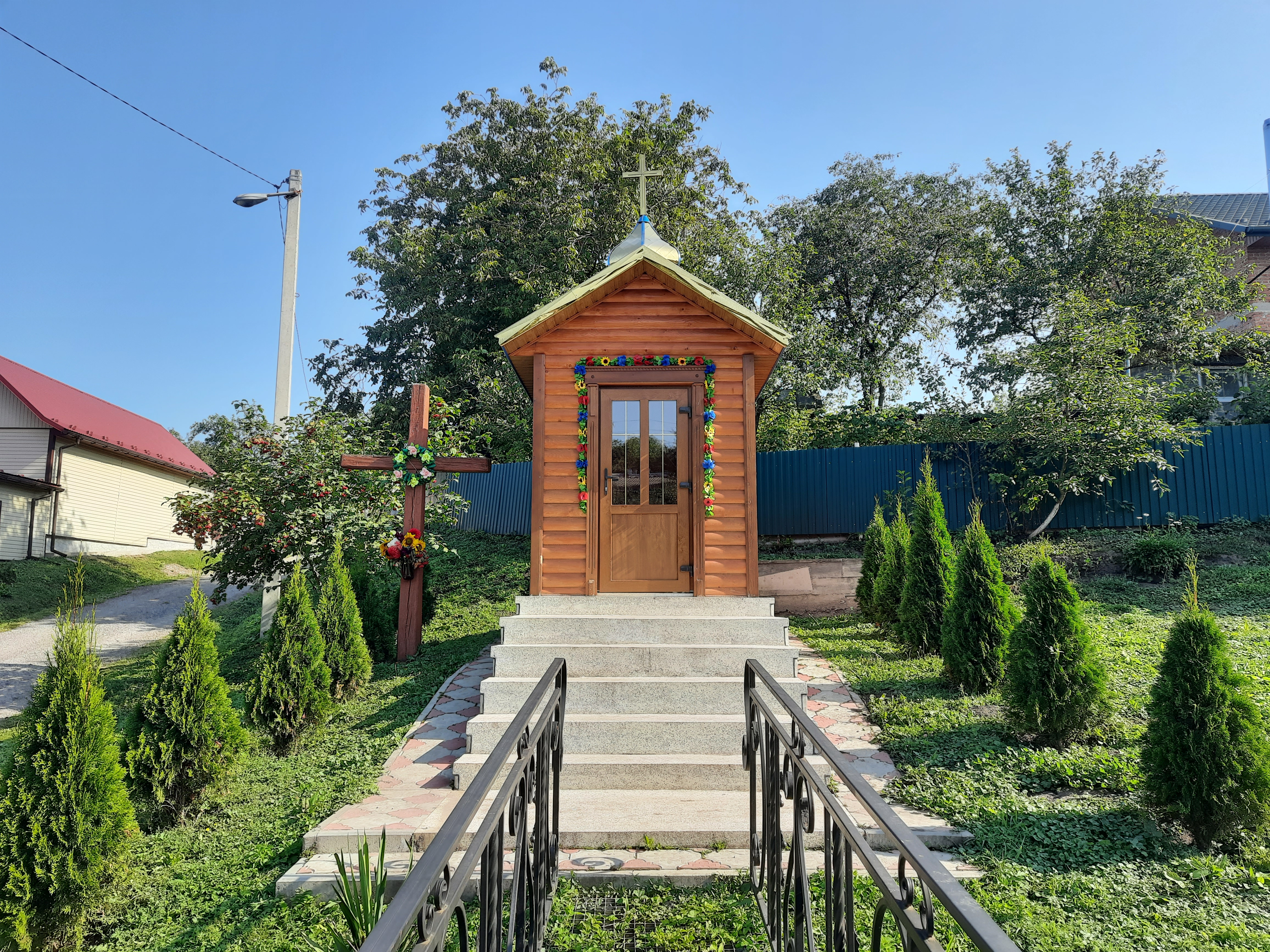
Капличка

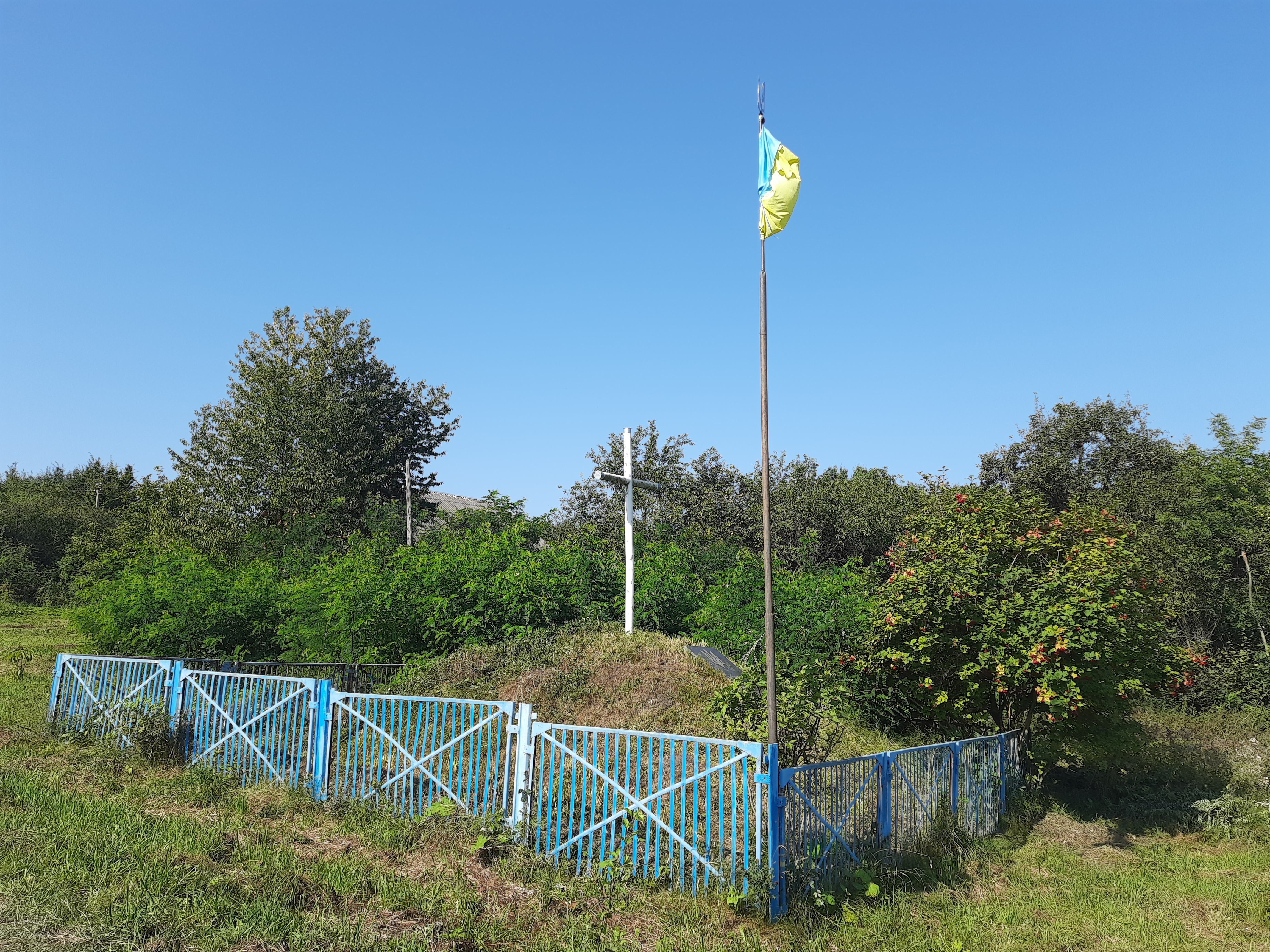
Символічна могила Борцям за волю України

Саве́лівка (до 1947 року Савалуски) — село в Україні, у  Монастириській міській громаді Чортківського району Тернопільської області. Розташоване на півночі району. Підпорядковане Олешівській сільській раді. (до 2020). Відпустове місце Української греко-католицької церкви.
Населення — 243 особи (2007).

## Географія
Розташоване за 7 км від центру громади — м. Монастириська, також за 24 км від найближчої залізничної станції Бучач.

## Історія
Перша писемна згадка — 1450 року. 1802 року село входило до складу Галицького дистрикту Станіславського округу Королівства Галичини і Володимирії.
Діяли «Просвіта» та інші товариства, кооператива. До 1919 року в селі діяла школа з українською мовою навчання. Після анексії ЗУНР внаслідок польсько-української війни 1918—1919 років навчання у школі проводилося двома мовами (утраквістичний тип). За розпорядженням міністра внутрішніх справ Польської республіки № 631 від 21 липня 1934 року з 1 серпня 1934 село входило до складу сільської гміни Монастириська.
В національно-визвольних змаганнях брали участь:
- Теодор (1924–1944) та Ярослав (1927 р. н.) Бабаки, Василь Баб’як (1908 р. н.), Іван Баран (1910–1980), Надія Богун (1927–р. см. невід.), Іван Гаврилишин (1903–1973), Стефанія Головацька (1918 р. н.), Григорій Герета (1922 р. н.), Михайло Дмитрів (1911 р. н.), Климентій (1927–1980) і Михайло (1907–1942) Дудяки, Анна Капеняк (1927 р. н.), Степан Кривий (1925–р. см. невід.), Клим (1925 р. н.), Михайло (1917 р. н.) і Павло (1921–р. см. невід.) Підвисоцькі, Володимир (1927 р. н.), Данило (1887–1964) та Іван (1926–1944) Плитки, Василь (1912–р. см. невід.), Іван (1921–1945), Григорій (1922–р. см. невід.), Ольга (1927 р. н.), Пилип (1919 р. н.) і Яків (1910–1982) Романіви, Мирон (1925–р. см. невід.) та Пилип (1922–р. см. невід.) Савки, Микола Семків (1911–р. см. невід.), Петро Слухацький (1911–1941), Володимир Татарин (1909–1945), Володимир Черкаський (1927–2005; був у підпіллі до 1967 р.) та інші.

Протягом 1962–1966 село належало до Бучацького району. 
12 червня 2020 року, відповідно до розпорядження Кабінету Міністрів України № 724-р «Про визначення адміністративних центрів та затвердження територій територіальних громад Тернопільської області» увійшло до складу Монастириської міської громади.
19 липня 2020 року, в результаті адміністративно-територіальної реформи та ліквідації Монастириського району, село увійшло до складу Чортківського району.

## Політика

### Парламентські вибори, 2019
На позачергових парламентських виборах 2019 року у селі функціонувала окрема виборча дільниця № 610686, розташована у приміщенні клубу.
Результати
- зареєстровано 155 виборців, явка 63,87%, найбільше голосів віддано за «Слугу народу» — 25,25%, за Радикальну партію Олега Ляшка — 18,18%, за Всеукраїнське об'єднання «Батьківщина» — 12,12%.[7] В одномандатному окрузі найбільше голосів отримала Алла Стечишин (самовисування) — 42,86%, за Миколу Люшняка (самовисування) — 34,69%, за Василя Сеника (Радикальна партія Олега Ляшка) — 8,16%[8].

## Релігія
- церква Собору святого Івана Хрестителя (1878, УГКЦ).

1873 року Папа римський Пій IX прголосив Савалуски відпустовим місцем Української греко-католицької церкви. 1871 року була коронована Савелівська ікона Божої Матері.

## Пам'ятки
- Ботанічна пам'ятка природи місцевого значення Дуб Степана Дудяка.
- Є церкви Преображення Господнього (1876) і святого Івана Хрестителя (1878, мурована; тут зберігається чудотворна ікона Савелівської Божої Матері), Хресна дорога й капличка на місці з'яви Матері Божої.
- Насипано символічну могилу УСС.[1]

## Соціальна сфера
Функціонує ФАП, ТзОВ «Пролісок».

## Населення

### Мова
Розподіл населення за рідною мовою за даними перепису 2001 року:
| Мова       | Кількість | Відсоток |
| ---------- | --------- | -------- |
| українська | 248       | 98.8%    |
| російська  | 2         | 0.8%     |
| білоруська | 1         | 0.4%     |
| Усього     | 251       | 100%     |

## Відомі люди

### Народилися
- лікар, педагог, громадський діяч, меценат, доктор медицини[12] Степан Романович Дудяк.[13]

### Пов'язані зі селом
- Володислав Моравський — колятор греко-католицької парафії в селі (також в Олеші) в 1880 році.[14]

#### Власники маєтку в селі
- Влодзімеж Моравський (пол. Włodzimierz Morawski) — у 1864 році зокрема,[15] також наприкінці XIX ст.[16]
- Антоній Вольневич (пол. Antoni Wolniewicz) — зокрема, в 1904[15] і 1914.[17] роках